# ユウレイツノテッポウエビ
ユウレイツノテッポウエビ（学名: Synalpheus regalis）は、熱帯の西大西洋のサンゴ礁のカイメンに生息するツノテッポウエビの一種。

## 形態
半透明のオレンジ色。鉗脚（かんきゃく : はさみ）の先端部分は、体の他の部分よりも明るいオレンジ色で、胚と卵巣は淡緑色をしている。
産卵期の雌の成体の体長は一般に2.6〜3.7 mmで、雄の成体と幼体は約2.8 mm。外見から、雌は卵巣の有無により雄と区別することができる。ただし、雄の成体と幼体は区別できない。　

## 真社会性の生物
ユウレイツノテッポウエビは真社会性を示す生物である。コロニー内に女王が1個体おり、コロニーのメンバーがコロニーの護衛、採餌、育児と女王の世話を行う。幼生は卵から孵化すると、成体と同じ姿を示す。

## 生態
ユウレイツノテッポウエビはカイメン類に依存して生活している。カイメンに他の生物を寄せ付けないことから、生息地での競争が激しいことを示唆している。カイメンに付着する死んだ生物の残骸やその排泄物を食べ、スカベンジャーとして機能する。
一生の間、海綿の内部に住んでおり、食料および避難所として使用している。コロニーには300匹以上の個体が含まれることが示されているが、生殖可能な雌は女王1個体のみ。また、繁殖しない他の個体は侵入者からコロニーを守る役割を負う。
小種名「regalis」は、王室を意味するラテン語のregalisに由来する。
未だその生態の全貌については明らかにされていない。